# 埼玉県道1号さいたま川口線

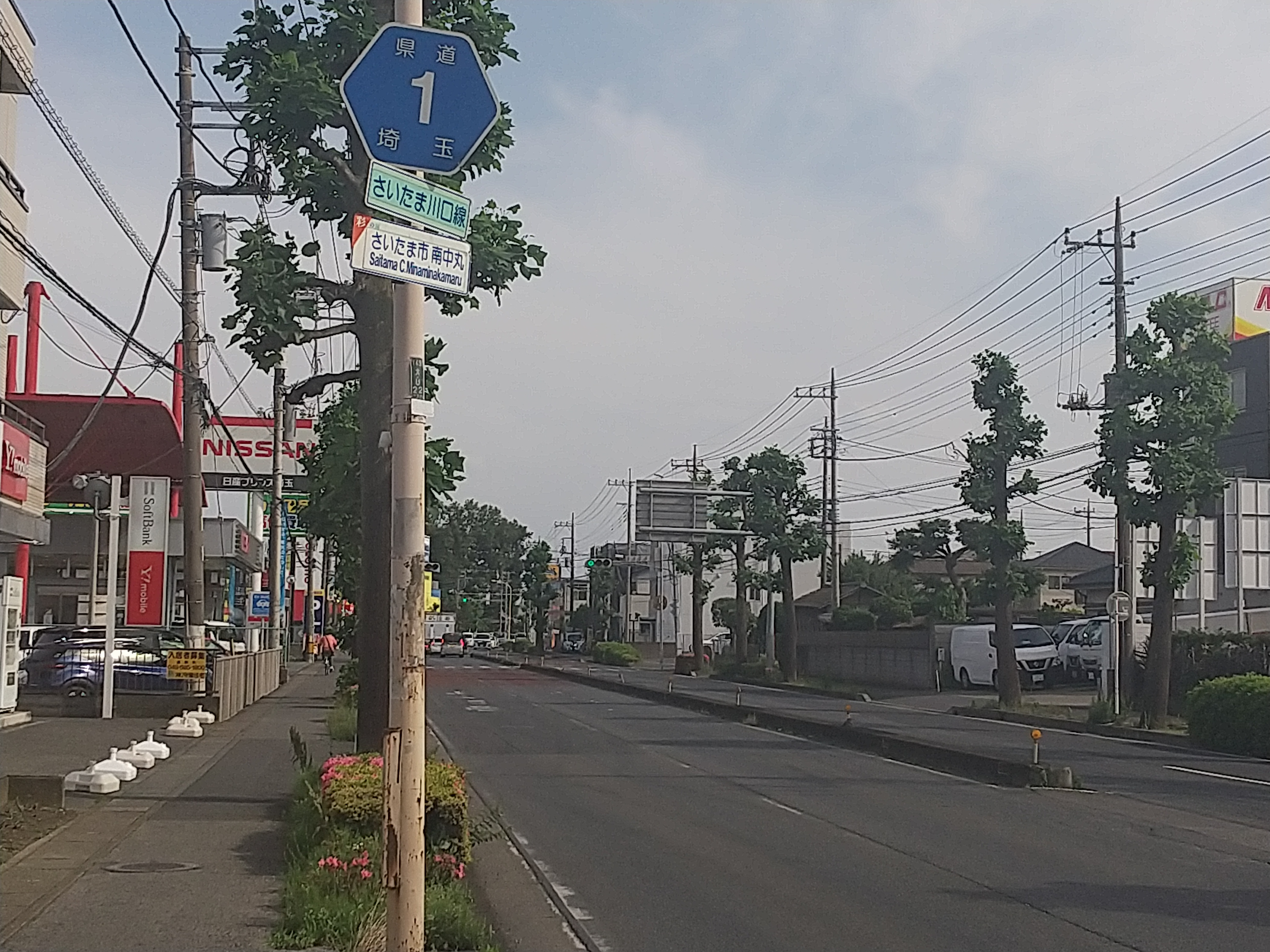
さいたま市見沼区南中丸付近

埼玉県道1号さいたま川口線（さいたまけんどう1ごう さいたまかわぐちせん）は、埼玉県の県道（主要地方道）である。埼玉県さいたま市見沼区より川口市に至る本線と、さいたま市浦和区より同市南区に至る支線から構成される。

## 概要
新設の本線と旧道の支線（両線ともに後述）があり、本線の片側2車線道路は「第二産業道路」と呼ばれる4車線の都市計画道路である。支線の上木崎4丁目交差点から木崎交差点までは沿線にある埼玉県立浦和西高等学校にちなみ、埼玉県道120号上木崎与野停車場線と合わせて「西高通り」と呼ばれる。
なお、路線名は1994年（平成6年）3月31日まで「埼玉県道149号柳崎大宮線」であった。本線が整備中だったために川口市柳崎一丁目を起点としていたが、本線の一部完成に伴い埼玉県道1号川口大宮線に変更された。その後、2001年（平成13年）5月1日のさいたま市発足と同時に起点と終点を入れ替え現在の名称となった。

### 本線（第二産業道路）
本線はさいたま市の都市計画道路第二産業道路と川口市の都市計画道路大宮東京線の各一部を構成する。2004年（平成16年）12月18日に全区間が開通した。全線が片側2車線で供用されているが、都市計画道路第二産業道路としては見沼区内の多くの区間が未整備となっている。起点の大和田交差点付近の整備は着手見込みとなっているほか、台・一ノ久保土地区画整理事業や中川第一土地区画整理事業の施行区域に含まれる一部区間で整備が進められている。
ルートは、埼玉県道5号さいたま菖蒲線から連続する形でさいたま市見沼区の大和田交差点を起点とし、緑区、浦和区、南区を経て、川口市の道合西交差点で埼玉県道34号さいたま草加線に接続する。支線（旧道）とは4カ所で交差する。

### 支線
支線は、さいたま市浦和区の上木崎四丁目交差点から同市南区大字円正寺までの区間で、緑区を経て南区大字円正寺で本線に至る。なお浦和区と緑区の一部の区間は、県道とは名ばかりの道幅の狭い生活道路が県道として指定されている。市販の地図でも、上木崎四丁目交差点から木崎交差点までの区間を埼玉県道120号上木崎与野停車場線に変更して、木崎交差点から緑区の不動谷交差点までの区間を県道指定の解除としているものもあり、注意が必要である。東浦和第二土地区画整理事業の施行区域に含まれる一部区間は都市計画道路広ヶ谷戸原山線として整備が進められている。

### 路線データ
- 総延長：14.179 km
- 実延長：14.179 km

#### 本線（第二産業道路）
- 起点：埼玉県さいたま市見沼区大和田町一丁目（大和田交差点）
- 終点：埼玉県川口市大字道合（道合西交差点）

#### 支線
- 起点：埼玉県さいたま市浦和区上木崎四丁目（上木崎四丁目交差点）
- 終点：埼玉県さいたま市南区大字円正寺

## 歴史
- 1993年（平成5年）5月11日 - 建設省（現・国土交通省）から、一般県道柳崎大宮線が川口大宮線として主要地方道に指定される[5]。
- 1994年（平成6年）4月1日 - 埼玉県が一般県道149号柳崎大宮線を廃止し、主要県道1号川口大宮線を制定。前日まで埼玉県道1号だった前橋長瀞線は群馬県側に合わせ13号へ変更。
- 2001年（平成13年）5月1日 - さいたま市市制に伴い県道1号さいたま川口線へ改称。

## 地理

### 通過する自治体
- さいたま市（見沼区 - 緑区 - 浦和区[注釈 1] - 南区）
- 川口市

### 交差する道路
交差する道路の特記がないものは市道。
本線（第二産業道路区間）
| 交差する道路                                        | 交差する道路                    | 交差点名           | 所在地     | 所在地 | 最高速度 (km/h) |
| --------------------------------------------------- | ------------------------------- | ------------------ | ---------- | ------ | --------------- |
| 埼玉県道5号さいたま菖蒲線（第二産業道路） 久喜方面  |                                 |                    |            |        |                 |
| 埼玉県道2号さいたま春日部線                         | 埼玉県道2号さいたま春日部線     | 大和田（起点）     | さいたま市 | 見沼区 | 法定速度        |
| -                                                   | （御蔵中央通線）                |                    | さいたま市 | 見沼区 | 法定速度        |
| 埼玉県道214号新方須賀さいたま線                     | （南中野通り）                  | 南中野             | さいたま市 | 見沼区 | 法定速度        |
|                                                     | 埼玉県道214号新方須賀さいたま線 | 南中野（南）       | さいたま市 | 見沼区 | 法定速度        |
| （中川分水通り）                                    |                                 |                    | さいたま市 | 見沼区 | 法定速度        |
| 首都高速埼玉新都心線                                | -                               | さいたま見沼出入口 | さいたま市 | 緑区   | 法定速度        |
| 埼玉県道65号さいたま幸手線                          | 埼玉県道65号さいたま幸手線      | 山崎               | さいたま市 | 緑区   | 法定速度        |
| 支線                                                | -                               | ※信号なし          | さいたま市 | 緑区   | 法定速度        |
|                                                     | 支線                            |                    | さいたま市 | 緑区   | 法定速度        |
| （元町三室線〈北宿通り〉）                          | （元町三室線〈北宿通り〉）      | 道祖土             | さいたま市 | 緑区   | 法定速度        |
| 支線                                                | 支線                            | 不動谷             | さいたま市 | 緑区   | 法定速度        |
| 国道463号（越谷浦和バイパス）                       | 国道463号（越谷浦和バイパス）   | 中尾陸橋下         | さいたま市 | 緑区   | 法定速度        |
| 国道463号                                           | 国道463号                       | 緑区役所北         | さいたま市 | 緑区   | 法定速度        |
|                                                     | （田島大牧線）                  | 緑区役所（南）     | さいたま市 | 緑区   | 法定速度        |
| -                                                   | （東浦和駅北通り線）            | 東浦和駅（西）     | さいたま市 | 南区   | 法定速度        |
| 支線                                                | 支線                            | 大谷口陸橋         | さいたま市 | 南区   | 法定速度        |
|                                                     | （東浦和駅南通り線）            |                    | さいたま市 | 南区   | 法定速度        |
| 支線                                                |                                 |                    | さいたま市 | 南区   | 法定速度        |
| 埼玉県道235号大間木蕨線                             | 埼玉県道235号大間木蕨線         | 柳崎一丁目         | 川口市     | 川口市 | 法定速度        |
| 国道298号                                           | 国道298号                       | 道合西（終点）     | 川口市     | 川口市 | 法定速度        |
| 埼玉県道34号さいたま草加線（第二産業道路） 草加方面 |                                 |                    |            |        |                 |

支線
| 交差する道路                                   | 交差する道路                       | 交差点名     | 所在地     | 所在地 |
| ---------------------------------------------- | ---------------------------------- | ------------ | ---------- | ------ |
| 埼玉県道120号上木崎与野停車場線 与野駅東口方面 |                                    |              |            |        |
| 埼玉県道35号川口上尾線（産業道路）             | 埼玉県道35号川口上尾線（産業道路） | 上木崎四丁目 | さいたま市 | 浦和区 |
| 埼玉県道65号さいたま幸手線                     | 埼玉県道65号さいたま幸手線         | 木崎         | さいたま市 | 浦和区 |
| 本線                                           | 本線                               | ※信号なし    | さいたま市 | 緑区   |
| 本線                                           |                                    |              | さいたま市 | 緑区   |
| -                                              | （北宿通り）                       |              | さいたま市 | 緑区   |
| （北宿通り）                                   | -                                  |              | さいたま市 | 緑区   |
| 本線                                           | 本線                               | 不動谷       | さいたま市 | 緑区   |
| 国道463号（越谷浦和バイパス）                  | 国道463号（越谷浦和バイパス）      | 花月（北）   | さいたま市 | 緑区   |
| 国道463号                                      | 国道463号                          | 花月         | さいたま市 | 緑区   |
| （日の出通り）                                 |                                    |              | さいたま市 | 緑区   |
| 本線                                           | 本線                               | 大谷口陸橋   | さいたま市 | 南区   |
| （東浦和駅南通り線）                           |                                    |              | さいたま市 | 南区   |
| 本線                                           |                                    |              | さいたま市 | 南区   |

### 交差する鉄道と河川
- 芝川・見沼代用水西縁（新大道橋）
- JR武蔵野線（大谷口陸橋）
- 見沼代用水西縁（新橋戸橋）
- 芝川（柳根橋）

### 沿線の主な施設
| 施設                                         | 所在地     | 所在地 |
| -------------------------------------------- | ---------- | ------ |
| マクドナルド大宮大和田店                     | さいたま市 | 見沼区 |
| さいたま市立大宮八幡中学校                   | さいたま市 | 見沼区 |
| 日産プリンス埼玉 大宮南中丸店                | さいたま市 | 見沼区 |
| ヤマダデンキ テックランド・Newダイクマ大宮店 | さいたま市 | 見沼区 |
| かつや 大宮中丸店                            | さいたま市 | 見沼区 |
| コープ 大宮中川店                            | さいたま市 | 見沼区 |
| マミーマート 南中野店                        | さいたま市 | 見沼区 |
| スシロー 大宮店                              | さいたま市 | 見沼区 |
| 餃子の王将 大宮南中野店                      | さいたま市 | 見沼区 |
| カワチ薬品 中川店                            | さいたま市 | 見沼区 |
| 山田うどん 大宮中川店                        | さいたま市 | 見沼区 |
| ブックオフ 大宮中川店                        | さいたま市 | 見沼区 |
| イエローハット 大宮南店                      | さいたま市 | 見沼区 |
| マミーマート 三室山崎店                      | さいたま市 | 緑区   |
| レッドバロン 浦和東                          | さいたま市 | 緑区   |
| HondaCars埼玉浦和緑店                        | さいたま市 | 緑区   |
| ステーキのどん 浦和三室店                    | さいたま市 | 緑区   |
| 埼玉トロペット 浦和東支店                    | さいたま市 | 緑区   |
| アコレ 浦和さいど店                          | さいたま市 | 緑区   |
| セイムス 三室西店                            | さいたま市 | 緑区   |
| 快活CLUB さいたま三室店                      | さいたま市 | 緑区   |
| コープ 中尾店                                | さいたま市 | 緑区   |
| 事務キチ 浦和店                              | さいたま市 | 緑区   |
| ニトリ 浦和中尾店                            | さいたま市 | 緑区   |
| カレーハウス CoCo壱番屋 浦和中尾店           | さいたま市 | 緑区   |
| 島忠 浦和中尾店                              | さいたま市 | 緑区   |
| スシロー 浦和中尾店                          | さいたま市 | 緑区   |
| 大川家具 東浦和店                            | さいたま市 | 緑区   |
| さいたま市緑区役所                           | さいたま市 | 緑区   |
| さいたま市立中尾小学校                       | さいたま市 | 緑区   |
| 浦和神経サナトリウム                         | さいたま市 | 南区   |
| さいたま市消防局南消防署東浦和出張所         | さいたま市 | 南区   |
| 明花公園                                     | さいたま市 | 南区   |
| かつや さいたま円正寺店                      | さいたま市 | 南区   |
| ブックオフ さいたま円正寺店                  | さいたま市 | 南区   |
| かっぱ寿司 川口柳崎店                        | 川口市     | 川口市 |
| 芝中央医院                                   | 川口市     | 川口市 |
| 柳根町公園                                   | 川口市     | 川口市 |

| 施設                     | 所在地     | 所在地 |
| ------------------------ | ---------- | ------ |
| コープ 上木崎店          | さいたま市 | 浦和区 |
| 埼玉県立浦和西高等学校   | さいたま市 | 浦和区 |
| セイムス 浦和木崎店      | さいたま市 | 浦和区 |
| タジマ 木崎店            | さいたま市 | 浦和区 |
| 大東北公園               | さいたま市 | 浦和区 |
| 三室バッティングセンター | さいたま市 | 緑区   |
| 三室グリーンゴルフ       | さいたま市 | 緑区   |
| サンドラッグ 浦和花月店  | さいたま市 | 緑区   |
| さいたま市立大谷口中学校 | さいたま市 | 南区   |
| さいたま市立大谷口小学校 | さいたま市 | 南区   |
| さいたま市立向小学校     | さいたま市 | 南区   |

## ギャラリー

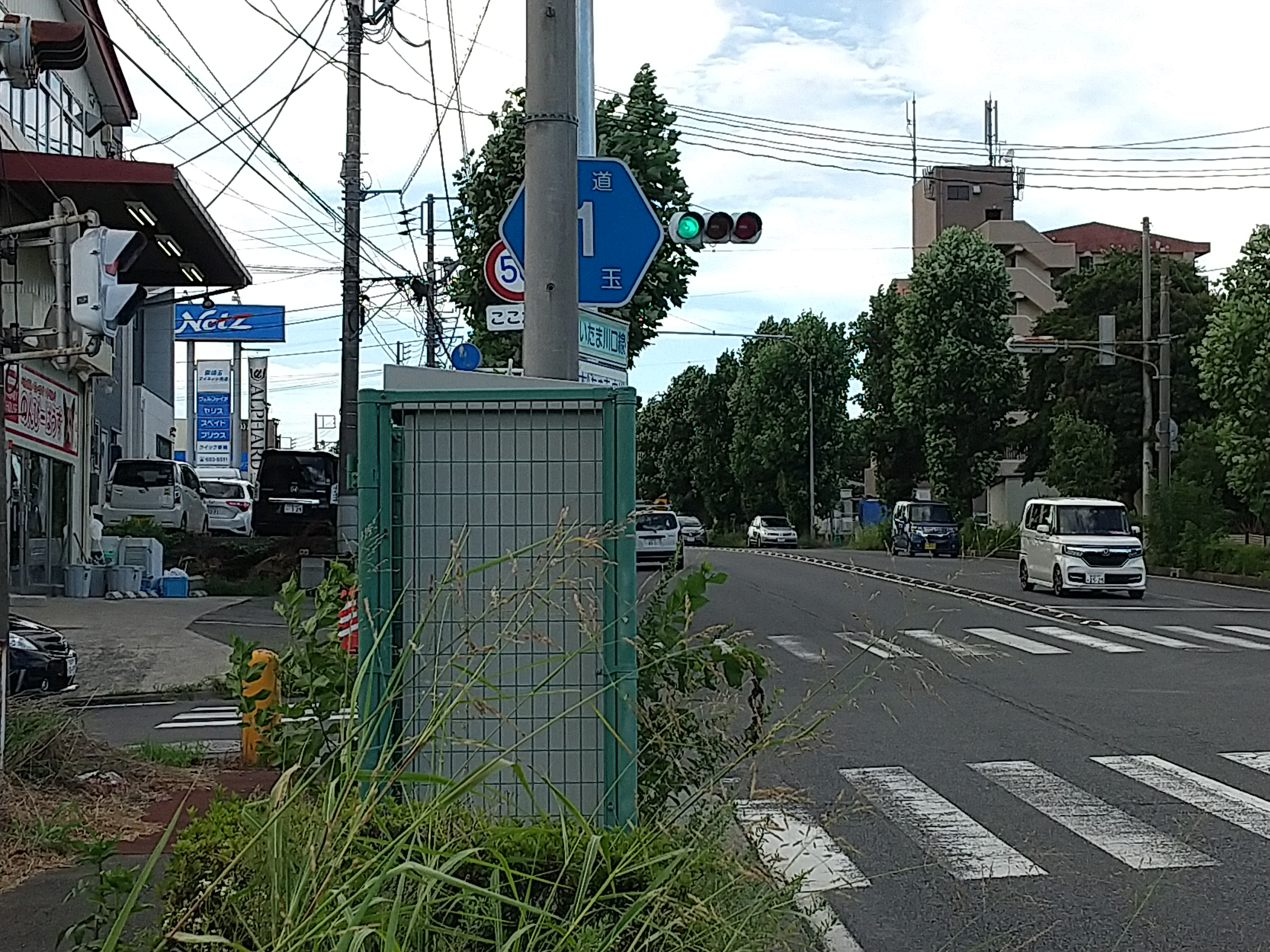
さいたま市見沼区中川付近
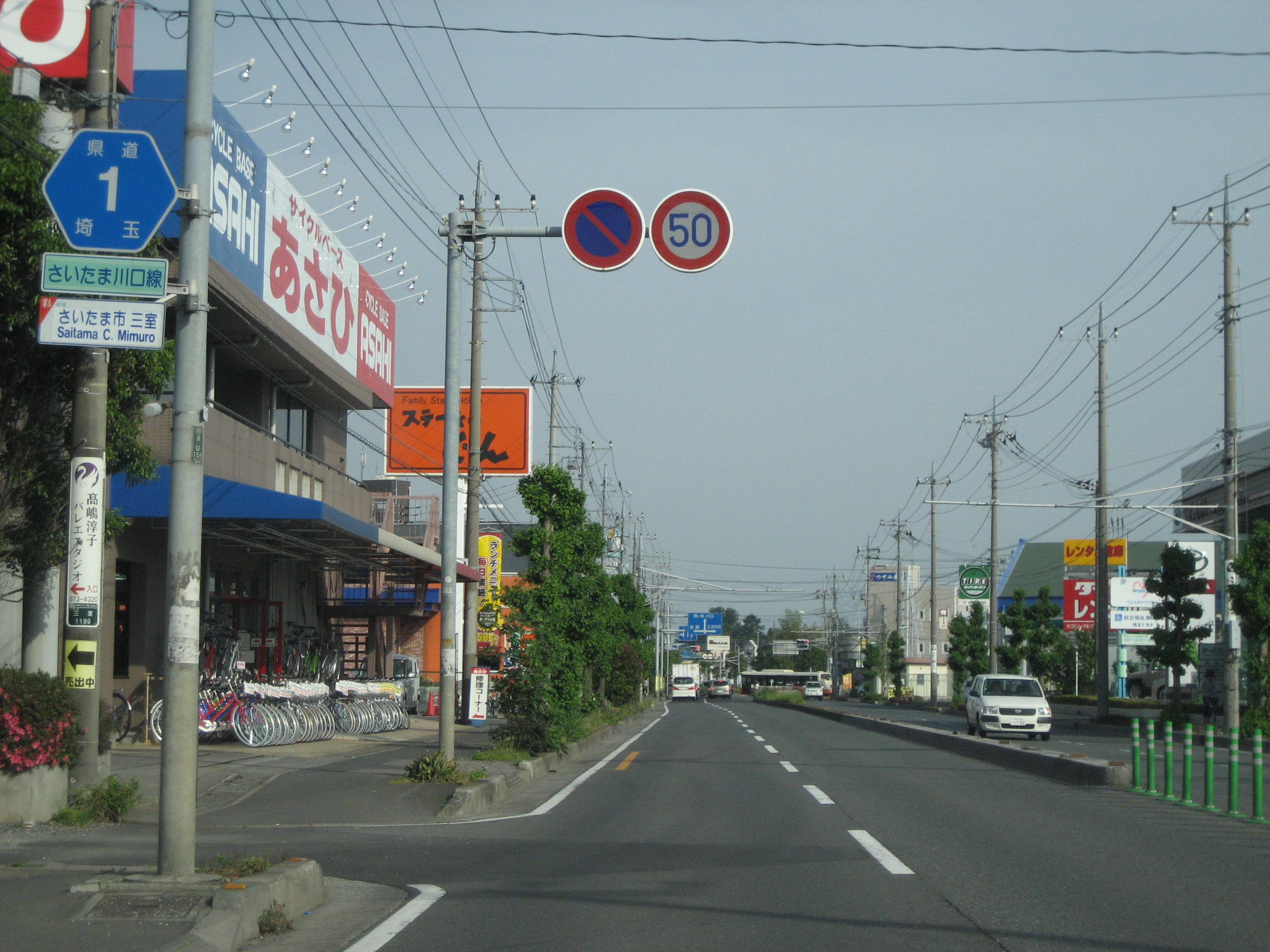
さいたま市緑区三室付近
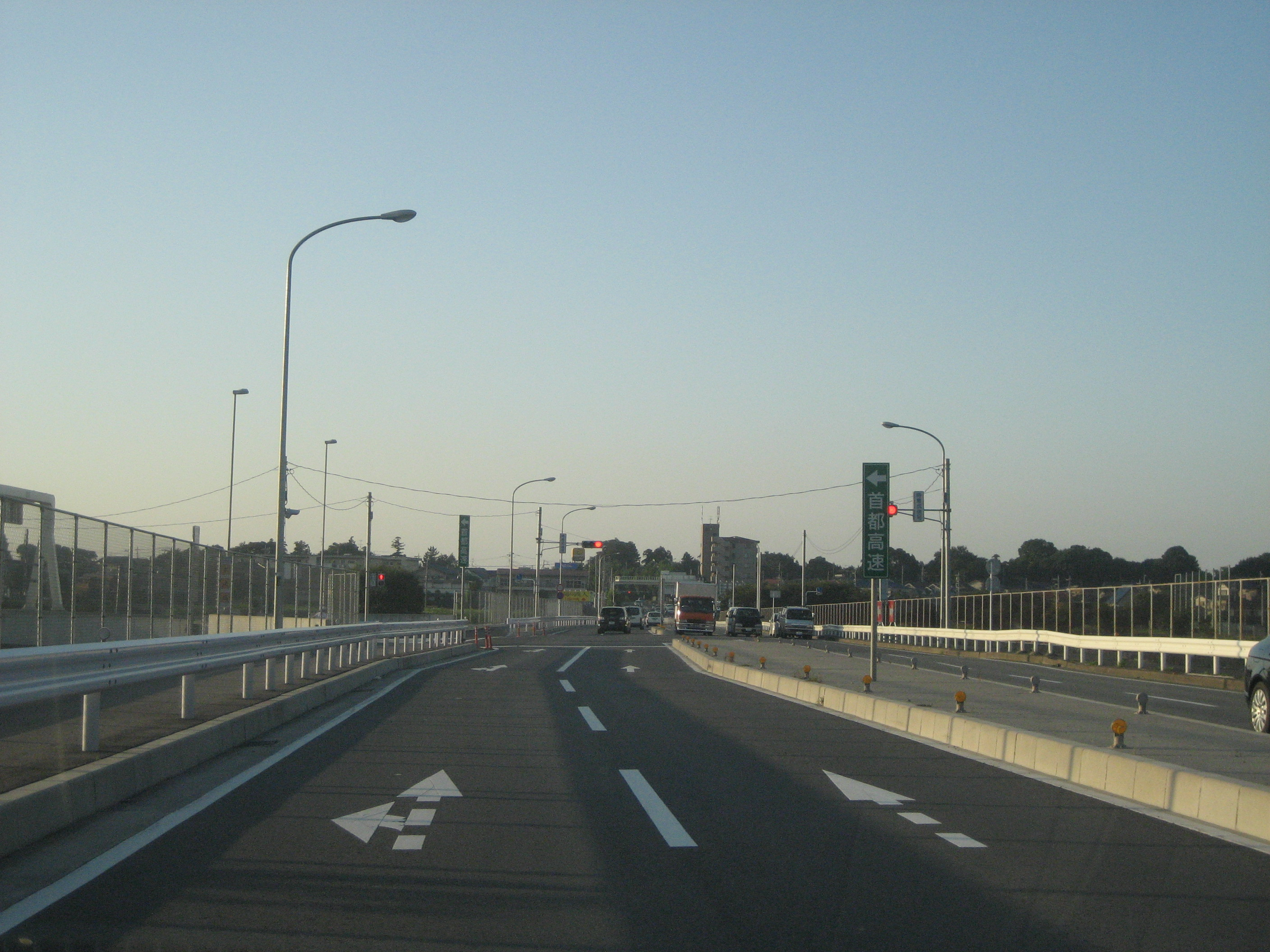
さいたま見沼出入口付近
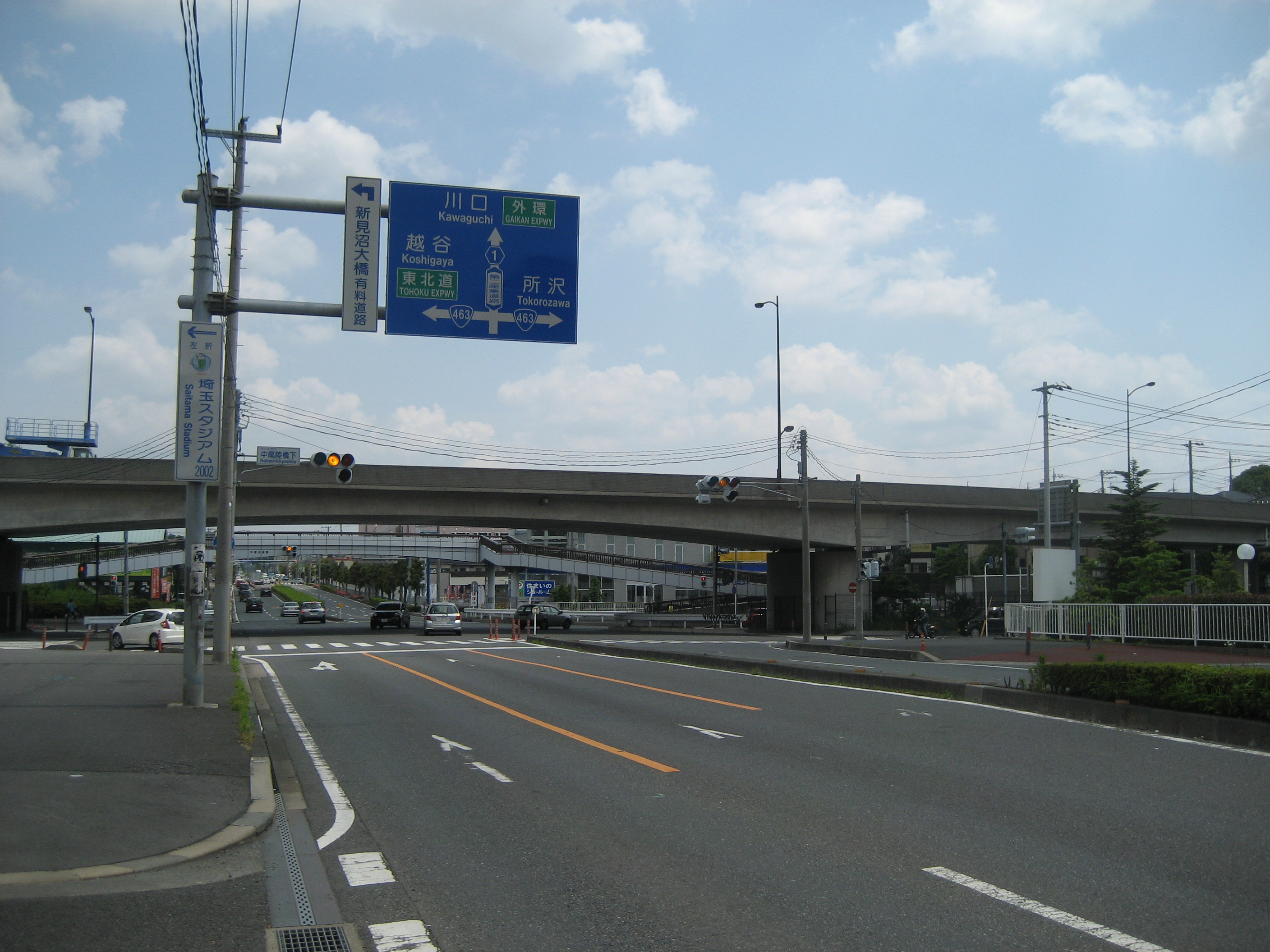
国道463号バイパスと交差する中尾陸橋
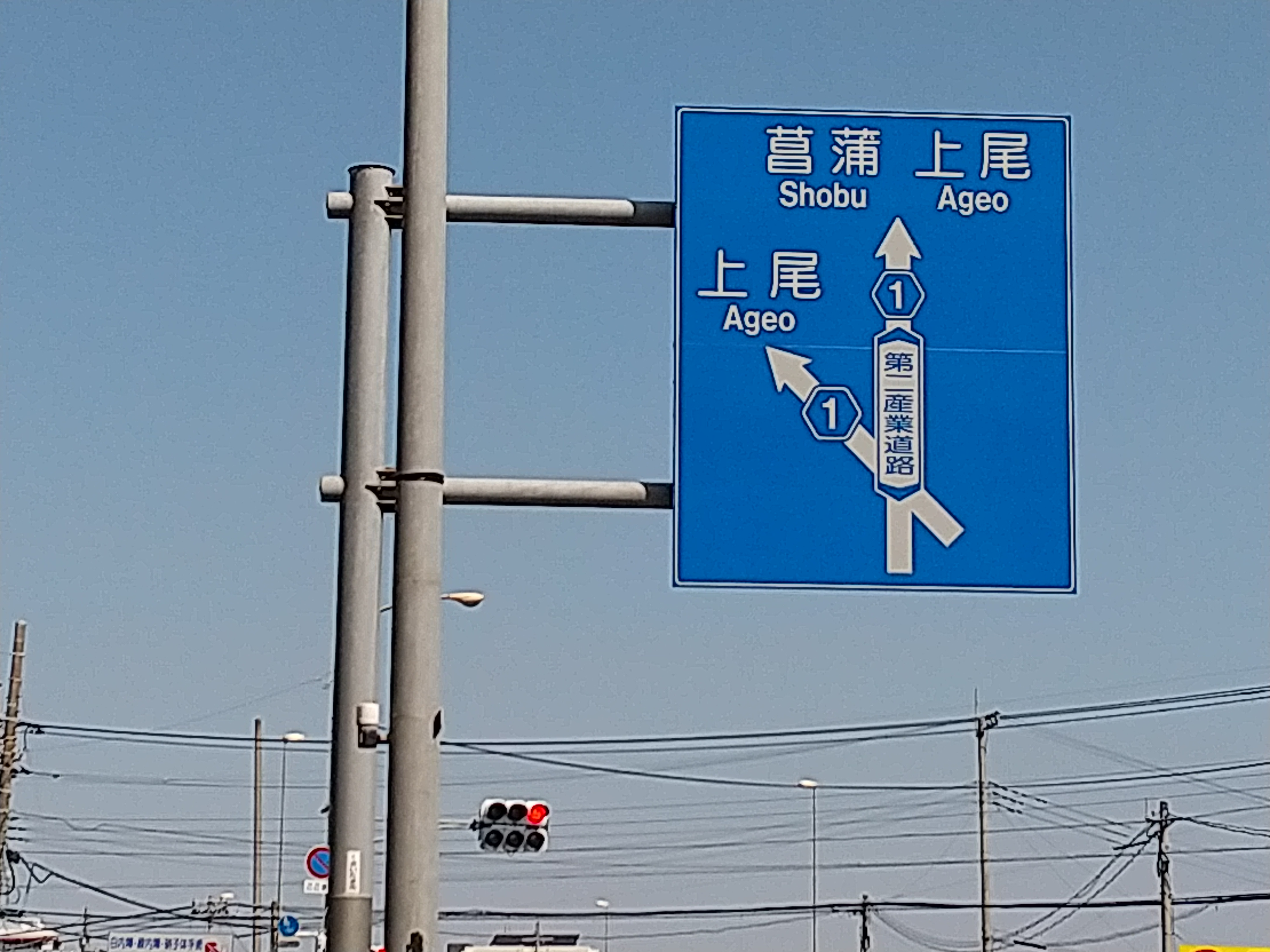
さいたま市南区大谷口付近
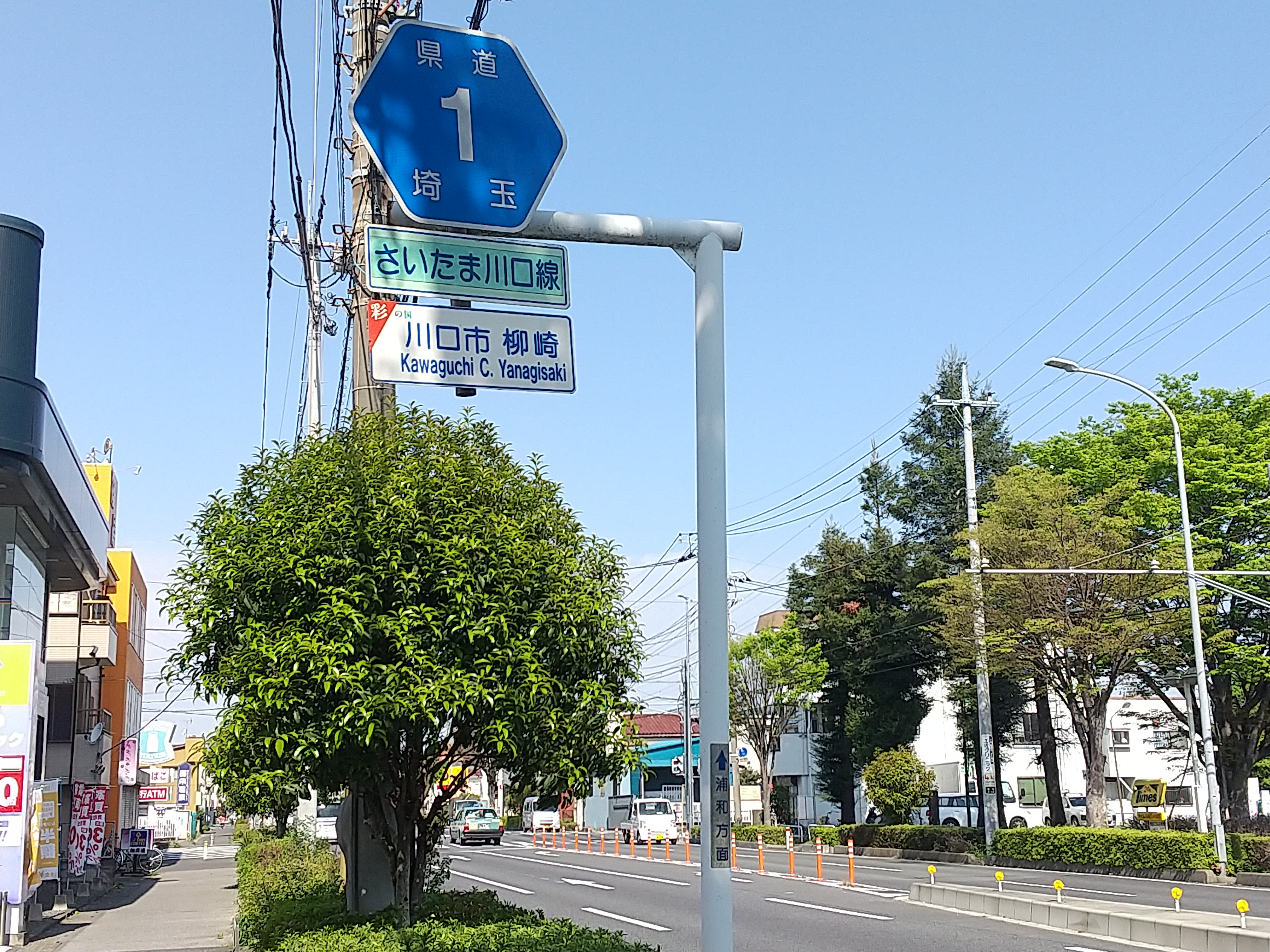
川口市柳崎付近
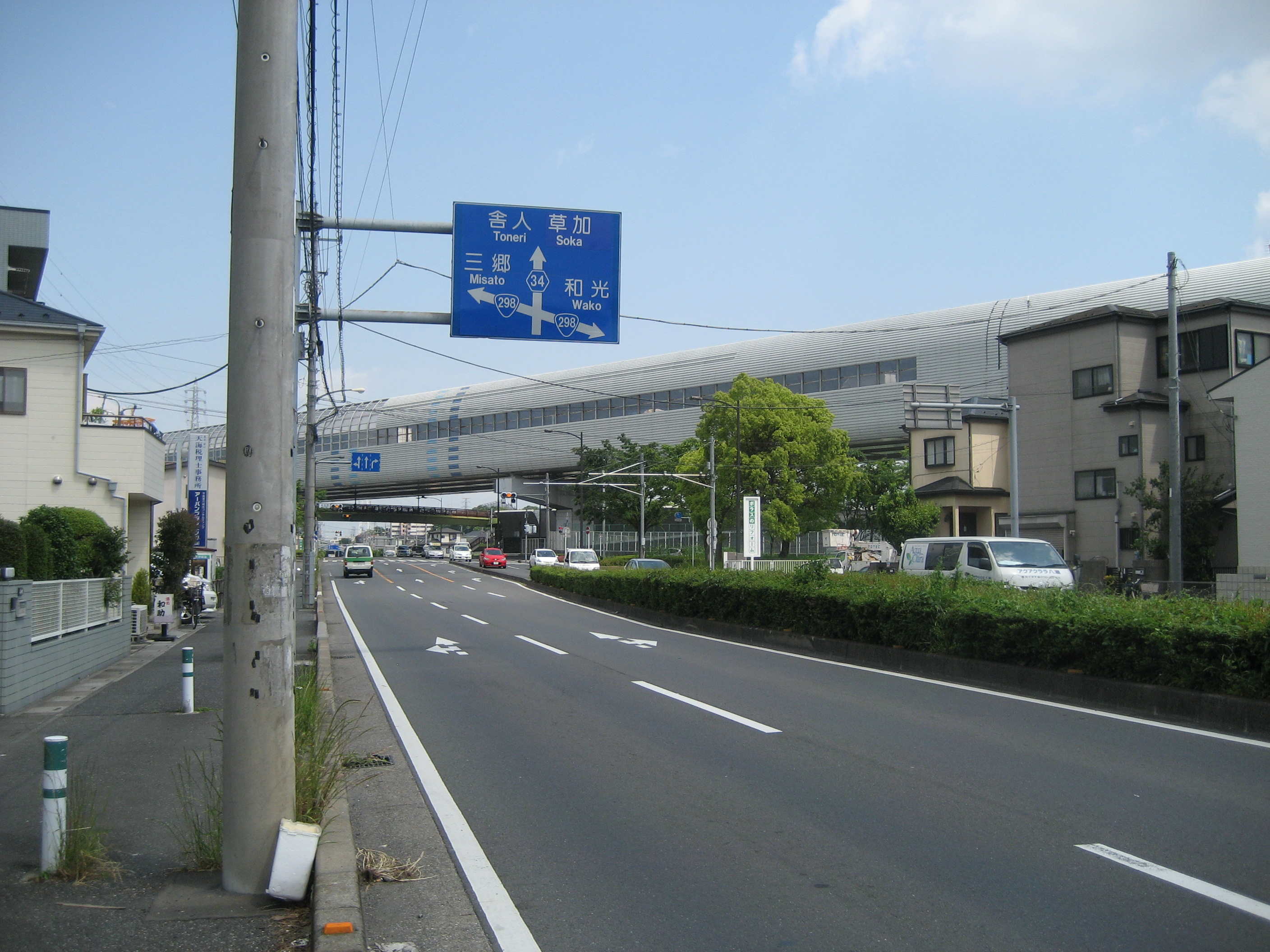
川口市道合西交差点付近